# Henry Copeland
Henry Copeland fue un ebanista inglés y diseñador de mobiliario del siglo XVIII. Al parecer es el primer ebanista que publicó diseños de mobiliario. A New Book of Ornaments apareció en 1746, pero no está claro si los grabados con este título formaban parte de un libro.
Entre 1752 y 1769, diversas colecciones de diseños fueron producidas por Copeland en colabotación con Matthias Lock. 
Las fechas de su nacimiento y muerte son desconocidas, pero se sabe que aún vivía en 1768.